# Alexandre Fortin
Alexandre Fortin (* 25. Februar 1997 in Blainville, Québec) ist ein kanadischer Eishockeyspieler, der seit Oktober 2024 bei den Éperviers de Sorel-Tracy aus der Ligue Nord-Américaine de Hockey (LNAH) unter Vertrag steht und dort auf der Position des linken Flügelstürmers spielt. Zuvor absolvierte Fortin unter anderem 24 Spiele für die Chicago Blackhawks in der National Hockey League (NHL). Er ist der Neffe von Jean-Sébastien Giguère, der über 600 NHL-Partien auf der Torhüterposition bestritten hat.

## Karriere
Alexandre Fortin wurde in Blainville geboren und spielte in seiner Jugend unter anderem für die Laurentides Conquérants sowie für die Phenix des Collège Esther-Blondin, einer Privatschule. Im Jahre 2013 wurde er von den Huskies de Rouyn-Noranda an 27. Position im Entry Draft der Ligue de hockey junior majeur du Québec (LHJMQ) ausgewählt, der ranghöchsten Juniorenliga seiner Heimatprovinz. Mit Beginn der Spielzeit 2014/15 lief der linke Flügelstürmer für die Huskies in der LHJMQ auf und etablierte sich dort im Laufe der folgenden Jahre als regelmäßiger Scorer. Parallel dazu gewann er mit dem Team in den Playoffs der Saison 2015/16 die Coupe du Président, sodass Rouyn-Noranda am Memorial Cup 2016 teilnahm und dort erst im Endspiel an den London Knights scheiterte. Anschließend unterzeichnete der Angreifer, ohne zuvor in einem NHL Entry Draft berücksichtigt worden zu sein, im September 2016 einen Einstiegsvertrag bei den Chicago Blackhawks aus der National Hockey League (NHL).
Vorerst kehrte Fortin allerdings für ein weiteres Jahr zu den Huskies zurück, bei denen er mit 52 Scorerpunkten aus 52 Spielen seine bisher beste persönliche Statistik erzielte. Zur Saison 2017/18 wechselte er schließlich in die Organisation der Blackhawks, die ihn vorerst in ihrem Farmteam, den Rockford IceHogs, in der American Hockey League (AHL) einsetzten. Kurz nach Beginn der Spielzeit 2018/19 wurde der Flügelstürmer erstmals ins Aufgebot der Blackhawks berufen und kam dort in 24 Partien zum Einsatz, ehe er vorerst in die AHL zurückkehrte. Nach etwa vier Jahren in der Organisation der Blackhawks unterzeichnete Fortin im Januar 2021 einen auf die AHL beschränkten Vertrag bei den Colorado Eagles. Nach der Spielzeit wurde er von deren Ligakonkurrenten Rocket de Laval verpflichtet, wo er die Spielzeit 2021/22 verbrachte und teilweise auch bei den Lions de Trois-Rivières in der ECHL eingesetzt wurde. Im August 2022 wurde der Franko-Kanadier von den Hershey Bears unter Vertrag genommen, kam aber mit der Ausnahme einer Partie ansonsten bei den South Carolina Stingrays in der ECHL zu Einsätzen. Danach wechselte Fortin innerhalb der ECHL zu den Orlando Solar Bears.
Im Januar 2024 verließ er den nordamerikanischen Kontinent allerdings kurzzeitig, da er bis zum Ende der Spielzeit einen Vertrag beim HKM Zvolen aus der slowakischen Extraliga erhielt. Nach Erfüllung des Vertrags kehrte der Flügelstürmer in seine Heimatprovinz Québec zurück, wo er sich den Éperviers de Sorel-Tracy aus der semiprofessionellen Ligue Nord-Américaine de Hockey (LNAH) anschloss.

## Erfolge und Auszeichnungen
- 2016 Coupe-du-Président-Gewinn mit den Huskies de Rouyn-Noranda

## Karrierestatistik
Stand: Ende der Saison 2023/24
(Legende zur Spielerstatistik: Sp oder GP = absolvierte Spiele; T oder G = erzielte Tore; V oder A = erzielte Assists; Pkt oder Pts = erzielte Scorerpunkte; SM oder PIM = erhaltene Strafminuten; +/− = Plus/Minus-Bilanz; PP = erzielte Überzahltore; SH = erzielte Unterzahltore; GW = erzielte Siegtore; 1 Play-downs/Relegation; Kursiv: Statistik nicht vollständig)